# General Baquedano (corvette)

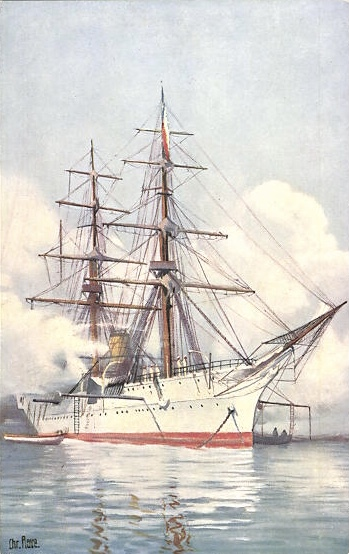
Baquedano de Christopher Rave

Le Général Baquedano est le premier navire-école de la marine chilienne commandé spécifiquement à cet effet. Il remplace dans cette fonction les anciens navires Abtao et Pilcomayo.
De 1922 à 1926, il est reconstruit à Talcahuano. Il continue à servir de navire-école jusqu'en 1935.

## Description
Construit en 1898, il pèse 2500 tonnes et est équipé d'un moteur de 1500 chevaux ce qui lui permet d'atteindre une vitesse de 13,75 nœud. Équipé de chaudières Belleville, il peut stocker jusqu'à 300 tonnes de charbon. Sa coque en acier, doublée de bois, mesure 73m de long et a un tirant d'eau de 5,5m. Il possède un armement composé de deux mitrailleuses, un tube lance-torpilles, deux canons de 57mm, deux canons de 12 livres, 4 canons de 4,7 pouces.

## Histoire
Après la guerre du Pacifique, les voyages d'instruction, lorsqu'ils peuvent être organisés, se font à bord de la corvette "O'Higgins", du vapeur "Abtao", du "Chacabuco" et du "Pilcomayo", tous des navires endommagés durant la guerre. En 1899, l'"O'Higgins" et le "Chacabuco" restent à quai pour réparation et l'"Abtao" et le "Pilcomayo" servent de navires-écoles, avec des aménagements étroits, inconfortables et insalubres. Les jeunes aspirants, regroupés généralement en un nombre double de ce que leur modeste logement peut contenir, mangent mal, dorment pire et n'ont aucun moyen pour étudier leurs matières professionnelles. La même chose se passe avec l'équipage et les matelots, qui n'ont aucun encouragement à s'attacher à la vie à bord.

Le Chili commande à l'Angleterre la construction de la corvette General Baquedano, achevée en 1898. Conçue comme le premier navire-école spécialement construit à cet effet dans la Marine, la Baquedano reflète l'importance de l'instruction traditionnelle à la voile dans la formation des marins, malgré les avancées technologiques de l'époque. Construit aux chantiers navals Armstrong et Cie d'Elswick en Angleterre, le navire est lancé le 5 juillet 1898 et livré au gouvernement chilien le 22 août 1899. Sous le commandement du capitaine de vaisseau Ricardo Beaugency, il atteint le Chili le 2 mars 1900. Le 8 avril 1900, il entame son premier voyage d'instruction, partant de Talcahuano sous le commandement du capitaine de vaisseau Arturo Wilson Navarrete. Son voyage inaugural comprend l'île de Pâques, Vancouver, San Francisco, Honolulu, Yokohama, Nagasaki, Shanghai et Hong Kong.

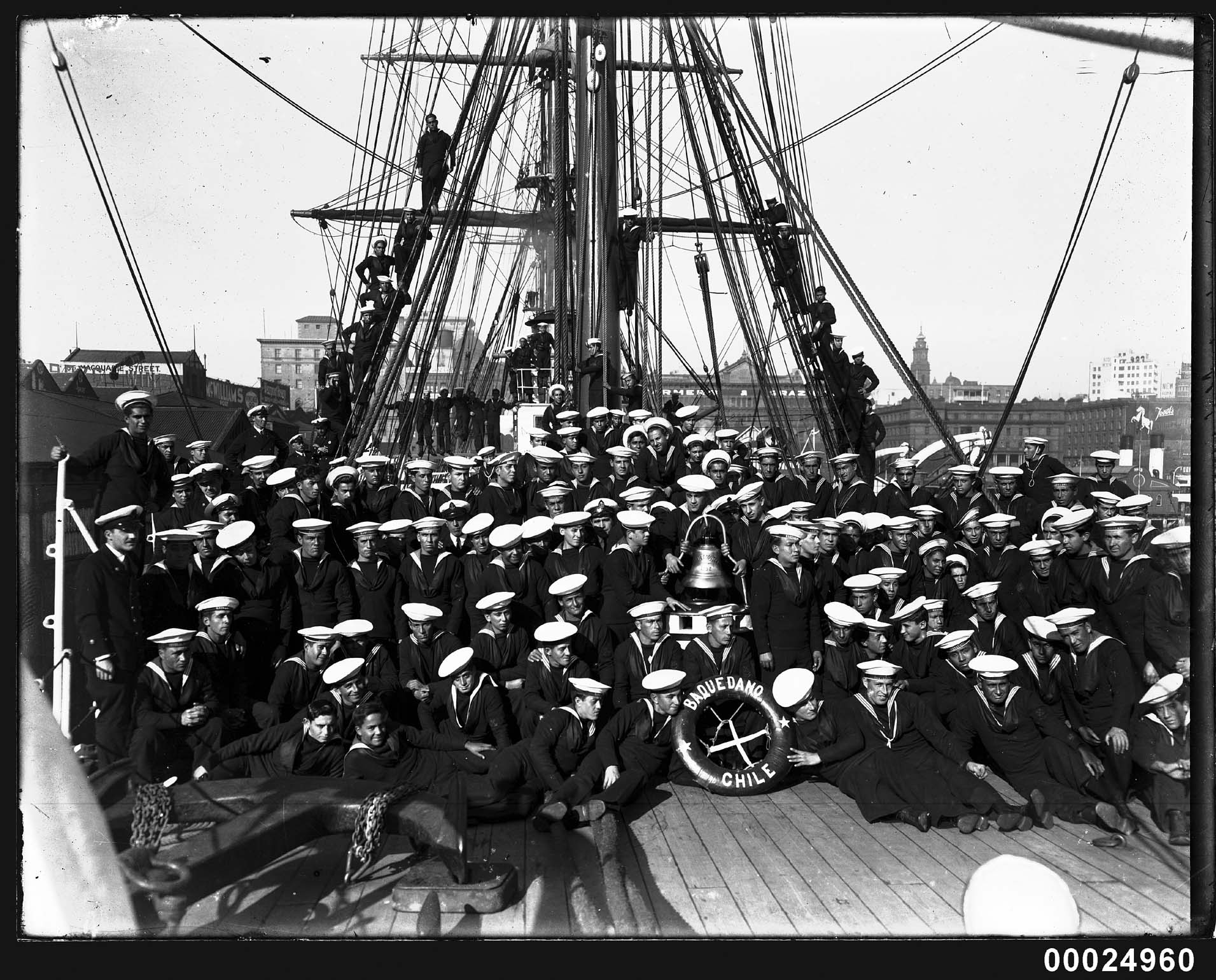
L'équipage du Général Baquedano lors d'une visite à Sydney, juillet 1931

En juin 1903, le capitaine de frégate Luis Gómez Carreño entreprend alors l'un des voyages les plus mémorables du navire, un tour du monde, partant de Coquimbo le 9 septembre 1903. En cours de route, il visite le Japon en pleine guerre russo-japonaise. Chaque année, la Baquedano sillonne les mers, de longs périples formateurs, reliant Valparaiso à des destinations telles que l'Europe, l'Asie, ou l'Océanie.
Au fil des ans, le navire effectue plusieurs voyages d'instruction et des croisières le long du littoral chilien et dans les régions environnantes, sous divers commandants. Après sa mise hors service, il sert de navire-tender pour l'École Navale "Arturo Prat" et l'École des Grumetes "Alejandro Navarrete Cisterna", avant d'être vendu conformément à la loi en 1959. Son casco est acquis par la Compañía de Acero del Pacífico.
Après une longue carrière, la Baquedano est retirée du service en 1936, reposant désormais à Talcahuano. Son remplacement par un navire moderne marque la fin d'une époque, mais son héritage perdure à travers les marins qui l'ont servie avec dévouement.

## Postérité
Francisco Coloane a écrit le roman El último grumete de la Baquedano (Le dernier matelot du Baquedano).
La marine chilienne fête le centenaire du premier navire d'instruction en 1999. Au cours de ses 37 années de service, la Baquedano a non seulement formé de nombreuses générations de marins, mais elle a également représenté le Chili sur les mers du monde, transmettant des valeurs de camaraderie, de loyauté et d'amour de la patrie. Son héritage perdure comme un symbole de la noblesse et du dévouement des hommes et des femmes qui ont servi à bord de ce navire emblématique.